# Universal Rocks
Universal Rocks est un groupe de PME franco-portugais, dont le centre névralgique est localisé à Saint-Pierre-du-Perray. Il est spécialisé dans la création de décors en béton à destination des parcs d'attractions, des zoos, des campings, des centres de loisirs, etc.

## Histoire
L'entreprise est créée en 2011, au Portugal, par la collaboration de deux hommes : Fabio Maiuri et Helder Da Silva Lopes. Tous deux sculpteurs de rochers en béton projeté, ils bénéficient d'une expérience de plus de 10 et 20 ans dans la réalisation de décors de parcs d'attractions[source secondaire souhaitée].
Officiant tout d'abord en tant que sous traitant d'entreprises de décors, Universal Rocks devient indépendant.
En 2016, la structure française Universal Rocks Décoration européenne (URDE) est créée pour répondre aux appels d'offres français,[source insuffisante].

## Réalisations

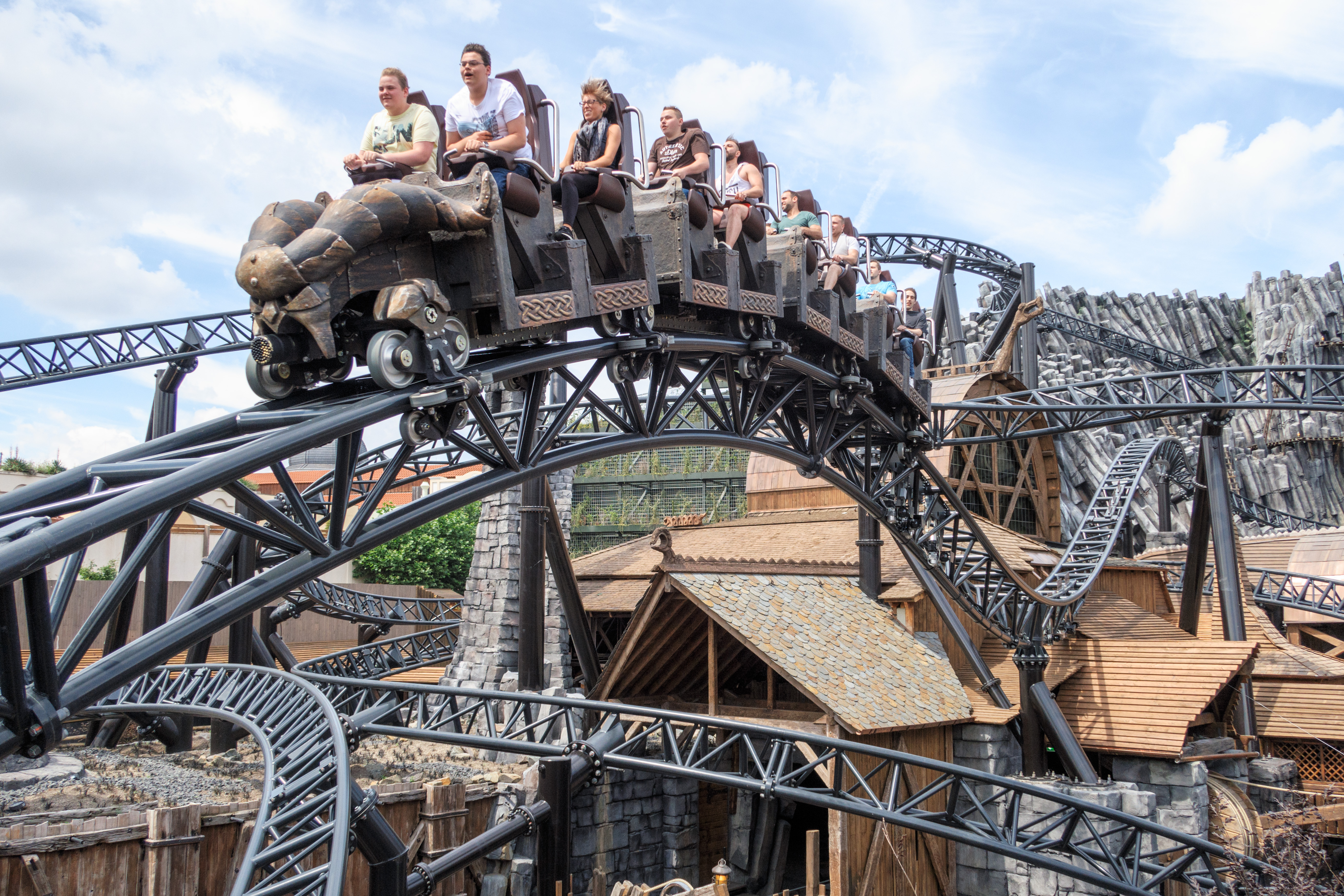
Taron à Phantasialand.

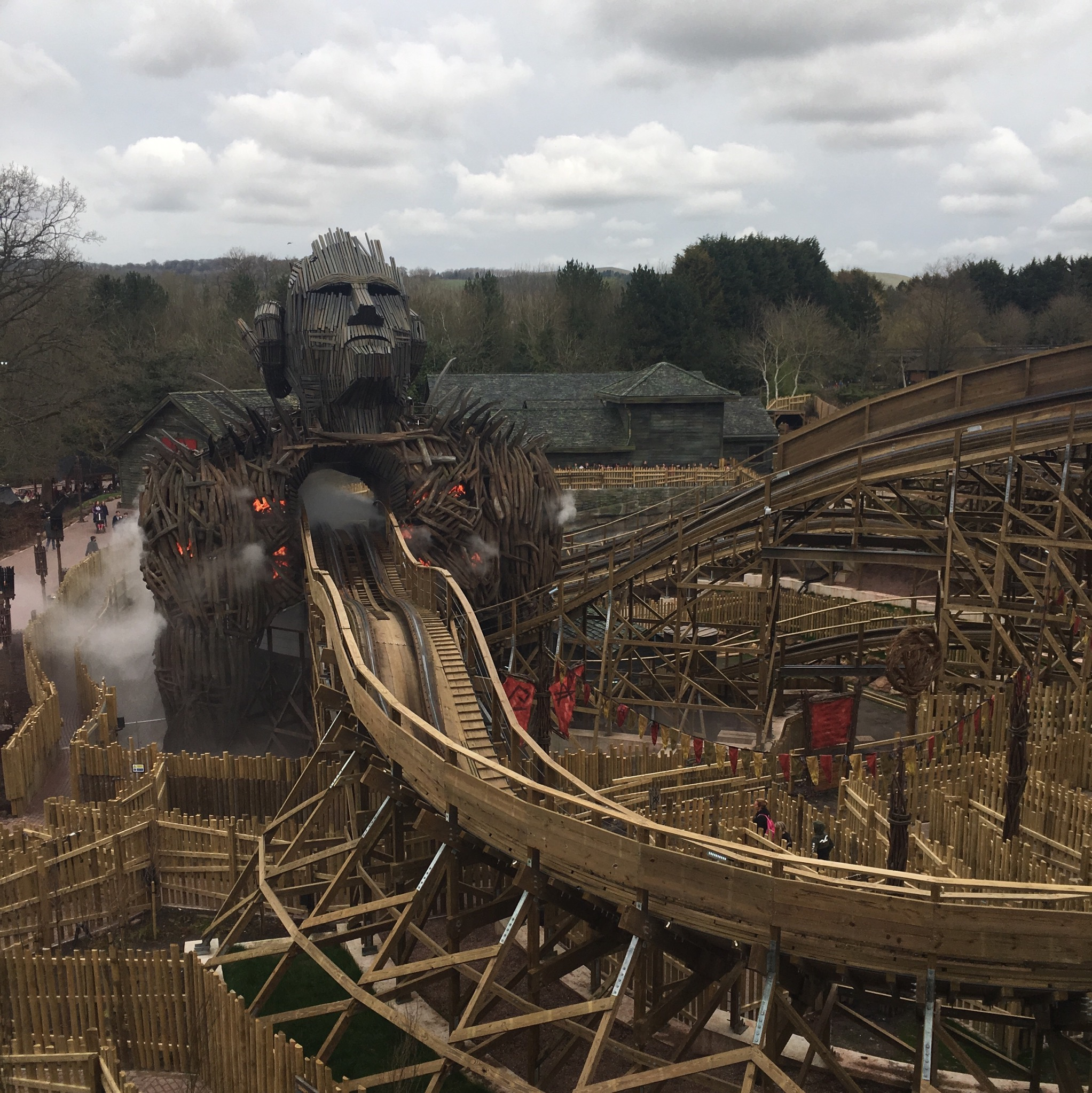
Wicker Man à Alton Towers.

Parmi leurs clients et réalisations notables, on compte le complexe Europa-Park, notamment pour la rénovation de l’attraction Piraten in Batavia,, le quartier croate (zone thématique de l'attraction Voltron Nevera) ou Rulantica.
Ils sont, entre-autres, les fabricants des rochers artificiels et des façades du village fictif de Klugheim (au sein de la zone thématique Mystery) autour des montagnes russes Taron à Phantasialand, ou encore de Krampus Expédition à Nigloland,.
En plus des parcs d'attractions, zoos, aquariums, centres commerciaux et immeubles, la société Universal Rocks participe à la réalisation de la grotte de la nouvelle station de Vitry-sur-Seine (Mairie de Vitry-sur-Seine), sur la ligne 15 du métro de Paris, avec le cabinet d'architecture KingKong, pour le compte d'Eiffage, prestataire de la SGP (Société des Grands Projets, anciennement Société du Grand Paris) sur ce chantier. 
Universal Rocks a obtenu, en 2019, le prix européen de la meilleure décoration d’attraction.